# Alex Broadhurst
Pour les articles homonymes, voir Broadhurst.
Alex Broadhurst (né le 7 mars 1993 à New Lenox, dans l'état de l'Illinois aux États-Unis) est un joueur professionnel américain de hockey sur glace.

## Carrière en club
En 2009, il commence sa carrière avec les Gamblers de Green Bay dans la USHL. Il est choisi au cours du repêchage d'entrée 2011 dans la Ligue nationale de hockey par les Blackhawks de Chicago en 7e ronde, en 199e position. Il passe professionnel avec les IceHogs de Rockford dans la Ligue américaine de hockey en 2013.

## Statistiques
| Saison     | Équipe                   | Ligue      |    | Saison régulière | Saison régulière | Saison régulière | Saison régulière | Saison régulière |    | Séries éliminatoires | Séries éliminatoires | Séries éliminatoires | Séries éliminatoires | Séries éliminatoires |
| Saison     | Équipe                   | Ligue      | PJ | B                | A                | Pts              | Pun              | PJ               | B  | A                    | Pts                  | Pun                  |                      |                      |
| 2010-2011  | Gamblers de Green Bay    | USHL       | 55 | 13               | 20               | 33               | 22               | 11               | 3  | 6                    | 9                    | 4                    |                      |                      |
| 2011-2012  | Gamblers de Green Bay    | USHL       | 53 | 26               | 47               | 73               | 40               | 12               | 9  | 9                    | 18                   | 6                    |                      |                      |
| 2012-2013  | Knights de London        | LHO        | 65 | 23               | 40               | 63               | 36               | 21               | 10 | 18                   | 28                   | 22                   |                      |                      |
| 2013-2014  | IceHogs de Rockford      | LAH        | 75 | 16               | 29               | 45               | 32               | -                | -  | -                    | -                    | -                    |                      |                      |
| 2014-2015  | IceHogs de Rockford      | LAH        | 29 | 6                | 8                | 14               | 4                | 7                | 0  | 1                    | 1                    | 2                    |                      |                      |
| 2015-2016  | Monsters du lac Érié     | LAH        | 60 | 10               | 26               | 36               | 14               | 17               | 3  | 9                    | 12                   | 6                    |                      |                      |
| 2016-2017  | Monsters de Cleveland    | LAH        | 52 | 11               | 14               | 25               | 23               | -                | -  | -                    | -                    | -                    |                      |                      |
| 2017-2018  | Monsters de Cleveland    | LAH        | 66 | 19               | 22               | 41               | 20               | -                | -  | -                    | -                    | -                    |                      |                      |
| 2017-2018  | Blue Jackets de Columbus | LNH        | 2  | 0                | 0                | 0                | 2                | -                | -  | -                    | -                    | -                    |                      |                      |
| 2018-2019  | Monsters de Cleveland    | LAH        | 51 | 8                | 22               | 30               | 12               | 8                | 1  | 1                    | 2                    | 6                    |                      |                      |
| 2019-2020  | Gulls de San Diego       | LAH        | 51 | 9                | 15               | 24               | 8                | -                | -  | -                    | -                    | -                    |                      |                      |
| 2020-2021  | HIFK                     | Liiga      | 45 | 7                | 28               | 35               | 12               | 8                | 0  | 5                    | 5                    | 2                    |                      |                      |
| 2021-2022  | HIFK                     | Liiga      | 41 | 11               | 23               | 34               | 20               | 7                | 0  | 4                    | 4                    | 0                    |                      |                      |
| 2022-2023  | Avangard Omsk            | KHL        | 67 | 14               | 16               | 30               | 20               | 14               | 3  | 5                    | 8                    | 8                    |                      |                      |
| 2023-2024  | Amour Khabarovsk         | KHL        | 21 | 4                | 4                | 8                | 6                | 3                | 1  | 3                    | 4                    | 0                    |                      |                      |
| Totaux LNH | Totaux LNH               | Totaux LNH | 2  | 0                | 0                | 0                | 2                | -                | -  | -                    | -                    | -                    |                      |                      |

## Trophées et distinctions
- United States Hockey League
  - Il remporte la Coupe Clark avec les Gamblers de Green Bay en 2011-2012.
  - Il est nommé dans de la première équipe d'étoiles en 2011-2012.
- Ligue de hockey de l'Ontario
  - Il remporte la coupe J.-Ross-Robertson en 2012-2013
- Ligue américaine de hockey
  - Il remporte la Coupe Calder avec les Monsters du lac Érié en 2015-2016.

## Transactions
- Le 30 juin 2015, il est échangé aux Blue Jackets de Columbus par les Blackhawks de Chicago avec Brandon Saad, Michael Paliotta en retour de Corey Tropp Marko Daňo, Jeremy Morin, Artiom Anissimov et un choix de 4e ronde au repêchage de 2016.
- Le 25 février 2019, il est échangé aux Jets de Winnipeg par les Blue Jackets de Columbus en retour de futures considérations.